# Terek (tỉnh)
Tỉnh Terek (tiếng Nga: Терская область) là một oblast (tỉnh) của Đế quốc Nga. Nó tồn tại từ năm 1860 đến năm 1920. Nó được thành lập từ lãnh thổ cũ của các dân tộc vùng Bắc Kavkaz.

## Nhân khẩu
Tính đến năm 1897, có 933.936 cư dân sống tại đây, với người Nga chiếm đa số. Các nhóm thiểu số đáng kể bao gồm người Chechnya, người Ossetia và người Kabard.

### Các dân tộc năm 1897[1]
| Người Nga      | 271.185 | 29%   |
| Người Chechnya | 223.347 | 23.9% |
| Người Ossetia  | 96.621  | 10.3% |
| Người Kabard   | 84.093  | 9%    |
| Người Ingush   | 47.184  | 5.1%  |
| Người Nogai    | 36.577  | 3.9%  |
| Người Kumyk    | 31.826  | 3.4%  |
| Người Tatar    | 27.370  | 2.9%  |
| Người Armenia  | 11.803  | 1.3%  |
| Tổng           | 933,936 | 100%  |